# Music Row
För Jill Johnsons album från 2007, se Music Row (album av Jill Johnson).
Music Row är ett område i Nashville, Tennessee, USA. Där finns en stor verksamhet inom countrymusik, gospel och viss annan kristen musik. 
Music Row har även blivit ett smeknamn för countrymusikindustrin.